# Southside Johnny
Southside Johnny, pseudonimo di John Lyon (Neptune, 4 dicembre 1948), è un cantante e autore statunitense frontman del gruppo rock blues Southside Johnny & The Asbury Jukes.
Cresciuto a Ocean Grove, New Jersey e diplomato alla Neptune High School, nella seconda metà degli anni settanta diviene un apprezzato esponente del Jersey Shore Sound. I suoi primi tre album, I Don't Want To Go Home (1976), This Time It's For Real (1977) e Hearts Of Stone (1978), sono prodotti da Steve Van Zandt, cofondatore degli Asbury Jukes e chitarrista di Bruce Springsteen. Questi primi lavori contengono alcuni brani scritti da Van Zandt da solo o insieme a Springsteen.

## Discografia

### Album in studio
- 1976 - I Don't Want To Go Home
- 1977 - This Time It's For Real
- 1978 - Hearts of Stone
- 1979 - The Jukes
- 1980 - Love Is a Sacrifice
- 1981 - Trash It Up
- 1984 - In The Heat
- 1986 - Slow Dance
- 1988 - At Least We Got Shoes
- 1991 - Better Days
- 2000 - Messin' With The Blues
- 2002 - Going To Jukesville
- 2006 - Into the Harbour
- 2008 - From Southside to Tyneside
- 2008 - Grapefruit Moon: The Songs Of Tom Waits
- 2010 - Pills And Ammo
- 2015 - Soultime

### Live
- 1976 - Live At the Bottom Line
- 1978 - Live in Boston
- 1981 - Reach Up And Touch The Sky
- 1997 - Spittin' Fire
- 2000 - Live at the Paradise Theatre, Boston 1978
- 2012 - Men Without Women

### Raccolte
- 1976 - Havin' A Party With Southside Johnny
- 1992 - The Best Of
- 1993 - All I Want Is Everything (Southside Johnny)|All I Want Is Everything
- 2001 - Super Hits
- 2007 - Jukebox
- 2008 - Fever! the Anthology 1976-1991
- 2009 - Jukes: The New Jersey Collection